# Изьё
Изьё (фр. Izieu) — коммуна во Франции, находится в регионе Рона — Альпы. Департамент коммуны — Эн. Входит в состав кантона Белле. Округ коммуны — Белле.
Код коммуны — 01193.

## География
Самая высокая точка коммуны — Гранд-Тур, высота 758 м. На территории Изьё нет рек, за исключением водоотвода из реки Рона на крайнем юге коммуны.

## История
В годы Второй мировой войны в Изьё находился приют для еврейских детей, созданный Сабиной и Мироном Златин. 6 апреля 1944 года гестапо по доносу арестовало всех обитателей приюта: 44 ребёнка и 7 воспитателей были депортированы в лагеря смерти. Выжила лишь одна воспитанница и руководительница приюта Марина Златин.

## Население
Население коммуны на 2010 год составляло 201 человек.
| 1962 | 1968 | 1975 | 1982 | 1990 | 1999 | 2010 |
| ---- | ---- | ---- | ---- | ---- | ---- | ---- |
| 113  | 103  | 141  | 136  | 161  | 178  | 201  |